# Songs und Folklore
Songs und Folklore ist das erste Musikalbum der deutsch-griechischen Sängerin Vicky Leandros. Orchesterleiter der Studioproduktion war Arno Flor. Zwei Titel wurden von dem Gitarristen Sigi Schwab begleitet. Produziert wurde das Album von Leo Leandros, der unter dem Pseudonym Mario Panas auch einige Stücke komponierte, textete und arrangierte. Unter den 12 Aufnahmen befinden sich jeweils fünf in deutscher und englischer Sprache sowie jeweils einer auf Französisch und Griechisch.
Das Album erschien im Oktober 1966 als Langspielplatte auf dem Philips-Label (Bestellnummer: 843 924 PY). Im August 2012 wurde es mit sechs Bonustracks sowie den Alben A Taste of Vicky, Summertime Forever und Ich glaub’ an dich im Rahmen des Boxsets A Taste of … the Sixties erstmals auf CD wiederveröffentlicht.

## Entstehungsgeschichte

Label der Langspielplatte Songs und Folklore, 1966

Bereits mit ihrer ersten Single Messer, Gabel, Schere, Licht (1965) schaffte es Leandros bis auf Platz 16 der deutschen Singlecharts. Auch die folgenden Singles, allesamt von Vickys Vater Leo Leandros produziert, erwiesen sich als große Verkaufserfolge. Mit ihren Schlagern im zeitgemäßen Stil der Popmusik entwickelte sich die Sängerin zu einem Teenager-Idol und zu einer der erfolgreichsten deutschsprachigen Interpretinnen der Plattenfirma Philips.
Neben Singles, dem damals auflagenstärksten Tonträger, nahmen immer mehr Künstler im Lauf der 1960er Jahre zum Teil aufwendige Konzeptalben auf. 1966, nach gerade drei veröffentlichten Singles, sollte auch Vicky Leandros eine Langspielplatte aufnehmen. Entsprechend dem Publikumsgeschmack setzte man bei der Titelauswahl auf eine Mischung aus Schlagern, Folk und aktuellen Popsongs. Das auch in Kanada vermarktete Debütalbum sollte schließlich die Vielseitigkeit der begabten Sängerin unter Beweis stellen und sie auf dem internationalen Musikmarkt etablieren. In den Liner Notes des Schallplattencovers finden sich die folgenden unbescheidenen Sätze: „[…] Vicky kann man – das steht schon jetzt für viele Kritiker fest – getrost in den Kreis der sängerischen Weltelite einreihen. Der offizielle Aufnahmeantrag ist spätestens diese Langspielplatte. […]“
Unter den 12 Titeln des Originalalbums, dessen Hülle Vicky Leandros’ Kopfprofil in nachdenklicher Pose zwischen schattigen Blättern zeigt, befinden sich Coverversionen von Bob Dylan, Peter, Paul and Mary oder Joan Baez. Die von Leo Leandros beigesteuerten, eher nach Folksongs von The Seekers als nach Schlager klingenden Stücke Wenn du gehn willst und Wo find’ ich Liebe hatte man bereits im April 1966 als Single (Philips 345 884 PF) veröffentlicht. Diese erreichte schließlich Platz 22 der deutschen Charts. 1967 folgte noch die Auskopplung N’y pense plus... tout est bien als B-Seite der kanadischen Single Un jour mon rêve (RCA Victor 57-5795) aus dem Album A Taste of Vicky.
2012 wurde das Originalalbum Songs und Folklore einem Remastering unterzogen und von Koch Universal Music im Rahmen des CD-Boxsets A Taste of… the Sixties wiederveröffentlicht. Die auf der entsprechenden CD enthaltenen Bonustracks umfassen die sechs Titel von Vicky Leandros’ ersten drei Singles aus den Jahren 1965 und 1966. Jan Wigger bewertete das Album auf Spiegel Online mit 8.6 von 10 möglichen Punkten.

## Titelliste

### Album (1966)
1. N’y pense plus … tout est bien (französisch) – 2:20 
(Original: Bob Dylan: Don’t Think Twice, It’s All Right; Musik und Text: Bob Dylan / frz. Text: Pierre Delanoë, Pierre Dreyfus)
2. Young Love (englisch) – 2:41 
(Original: Greensleeves; Musik und Text: Volkslied / Bearbeitung und neuer Text: Lanny, Mario Panas)
3. So wird es immer sein – 2:23 
(Original: Peter, Paul and Mary: The Very Last Day; Musik und Text: Noel Stookey, Peter Yarrow / dt. Text: Günter Loose)
4. To Traino (griechisch) – 3:11 
(Musik: Manos Hadjidakis / Text: Nikos Gatsos)
5. Sterne der Liebe – 2:23 
(Musik: Mario Panas / Text: Franz Rüger)
6. Dream Boy (englisch) – 2:47 
(Original: Vicky Leandros: Wann wird das sein, Dream Boy?; Musik und Text: Mario Panas, Dieter Rasch, Karlheinz Freynik)
7. You Don’t Have to Say (englisch) – 2:52 
(Original: Pino Donaggio: Io che non vivo; Musik und Text: Pino Donaggio, Vito Pallavicini / engl. Text: Vicki Wickham, Simon Napier-Bell)
8. There but for Fortune (englisch) – 2:28 
(Original: Joan Baez; Musik und Text: Phil Ochs)
9. Danke – 2:02 
(Musik: Mario Panas / Text: Joe Lander, Dieter Rasch)
10. Wo find’ ich Liebe – 2:31 
(Musik: Mario Panas / Text: Karl Heinz Kröll)
11. Turn Around (englisch) – 2:27  (Musik: Mario Panas / Text: Ralf Arnie, Arno Flor, Lanny)
12. Wenn du gehn willst – 2:28 
(Musik: Mario Panas / Text: Günter Loose)

### Bonustracks der Wiederveröffentlichung (2012)
1. Messer, Gabel, Schere, Licht – 2:06 
(Musik und Text: Joe Lander, Mario Panas, Ralf Arnie)
2. Wann wird das sein, Dream Boy? – 2:47 
(Musik und Text: Mario Panas, Dieter Rasch)
3. Deine Rosen vom ersten Rendezvous – 2:16 
(Musik und Text: Mario Panas, Dieter Rasch)
4. Am Abend muß ich schlafen gehn – 2:22 
(Musik und Text: Mario Panas, Ralf Arnie, Joe Lander)
5. Dich mit andern teilen kann ich nicht – 2:25 
(Musik und Text: Mario Panas, Arno Flor, Ralf Arnie, Claire Svensen)
6. Wer kann mir die Antwort sagen? – 2:18 
(Musik und Text: Mario Panas, Dieter Rasch, Peter Buchenkamp)